# Ліван на зимових Олімпійських іграх 1956
Ліван брав участь у Зимових Олімпійських іграх 1956 року у Кортіна д'Ампеццо (Італія) утретє за свою історію, але не завоював жодної медалі.